# محمددینوو
محمددینوو (انگلیسی: Mukhametdinovo) یک شهرک در شهرستان بلاگووشچنسکی باشقیرستان کشور روسیه است.